# Rube Goldberg-maskin
En Rube Goldberg-maskin är en maskin av den typ som tecknaren Rube Goldberg gärna ritade, ofta en extremt onödigt omständlig manick som är av samma typ som den som besjungs i Michael B. Tretows visa om Den makalösa manicken.
En Rube Goldberg-maskin består ofta av mängder av kugghjul, propellrar, vattenskovlar, kedjedrev, vattenskruvar, vattenhjul, kulor, bollar med mera, vars direkta resultat är rätt beskedligt.
Begreppet ”Rube Goldberg-maskin” används ofta som skällsord om en teknisk lösning som är onödigt invecklad, och som likt en Rube Goldberg-maskin tycks ha byggts ihop utan någon plan, och som därmed utför en enkel sak på ett oerhört komplicerat sätt. 
Den brittiska tecknaren Heath Robinson och den danske tecknaren Storm P. tecknade liknande maskiner.